# Basílica de Nuestra Señora de las Mercedes (Oria)
La basílica menor de Nuestra Señora de las Mercedes, en Oria (Almería, Andalucía, España), es un templo parroquial católico realizado en la segunda mitad del siglo XVIII en estilo barroco.

## Historia

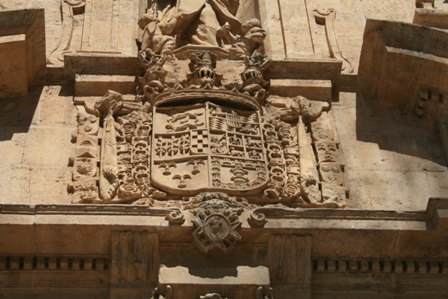
Detalle del Escudo del Marqués de los Vélez en la portada del templo.

Las obras, comprendidas entre el 16 de marzo de 1767 y el 13 de mayo de 1779, fueron promovidas por el décimo marqués de los Vélez, Antonio Álvarez de Toledo, quien contribuyó igualmente a la construcción de varios templos en Vélez-Rubio. Su participación en la construcción de estas iglesias viene justificada en la percepción de parte de las rentas que sus súbditos habían de pagar a la Iglesia católica a cambio de la obligación de construir y reparar los templos de su señorío.
El brote de barroco tardío en que se inserta el edificio informa de la cierta recuperación económica de la provincia de Almería y el interés igualmente mostrado por uno de los obispos más sobresalientes de la diócesis almeriense, don Claudio Sanz y Torres y Ruiz Castañeda, durante cuyo mandato se impulsa la construcción de los templos barrocos más importantes del panorama arquitectónico almeriense.
En 1810, las tropas napoleónicas destruyeron todo el decorado interior, retablos, imágenes, y la quemaron toda por completo, menos la fábrica. Fue nombrada Basílica Menor, perteneciente a la Basílica de San Juan de Letrán, de Roma, por el Papa León XIII en 1879. En el momento en que le otorgó la bula o el título de basílica menor, el Papa también entregó un relicario conteniendo el Lígnum Crucis que se conserva en la basílica.
En 1999 la Basílica fue declarada Bien de Interés Cultural con la categoría de Monumento Histórico-Artístico Nacional.

## Descripción

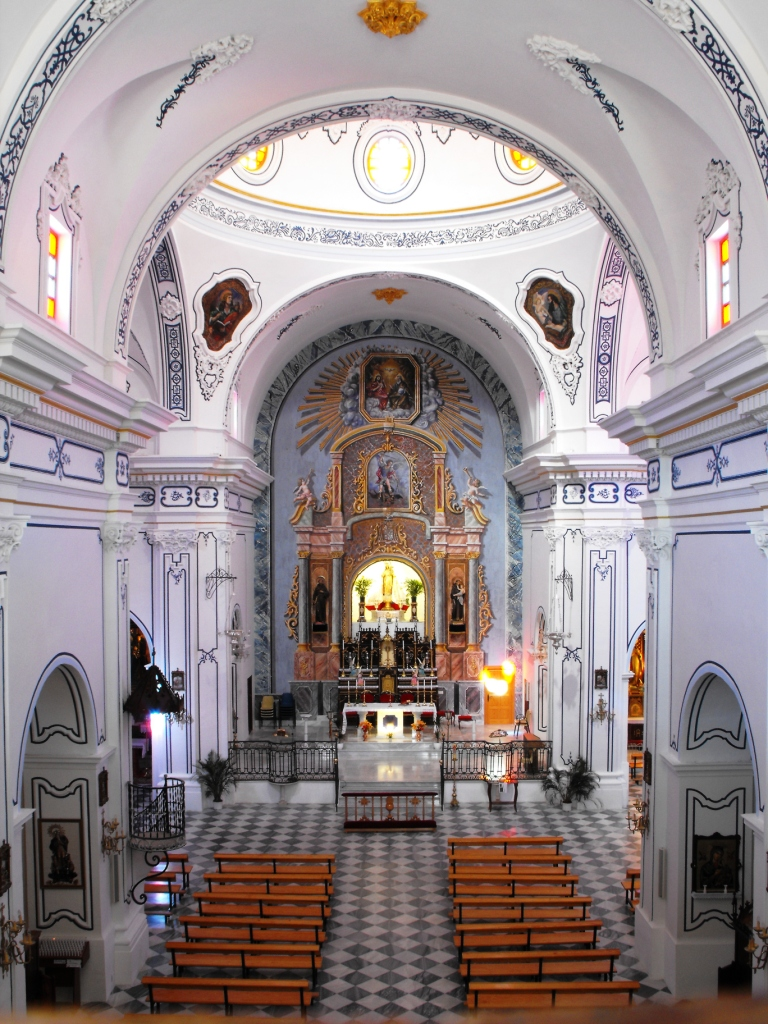
Vista desde el coro.

En este templo se viene a resumir de manera clara los postulados que el barroco desarrollará como propios en Almería: planta rectangular de cajón que permite una mayor posibilidad constructiva y ornamental, y que dota al templo de un mayor valor simbólico; emplazamiento del coro a los pies sobre arco carpanel, rasgo medieval de larga pervivencia en la arquitectura almeriense; cubiertas abovedadas con lunetos; cúpula de media naranja sobre el crucero, etc.
Al igual que el resto de las iglesias barrocas almerienses, la de Oria se presenta desornamentada en el interior. Aparece levemente moldurada, y con golpes decorativos a base de relieves carnosos que dejan entrever la aparición del rococó, que en el caso de Almería comienzan a incorporarse en los templos que se realizan hacia mediados del siglo XVIII. Sin duda, la portada es el elemento más sobresaliente del conjunto.
Ésta recoge la influencia del gran templo barroco almeriense: La Iglesia de la Encarnación de Vélez-Rubio, aunque siempre con menores pretensiones. Este influjo se debe a la participación en la construcción de la iglesia de Oria de Fray Pedro de San Agustín, autor de la iglesia velezana.
Los materiales empleados, el lenguaje constructivo, el buen diseño de la fachada, el juego de volúmenes creado por las diferentes alturas de sus naves, la composición espacial, la grandiosidad de su portada, etc., lo colocan, junto con el templo de Vélez-Rubio y la Iglesia de la Encarnación de Cuevas del Almanzora entre las tres obras fundamentales del barroco dieciochesco almeriense.
Esta iglesia se sitúa en el centro de un amplio espacio urbano que la envuelve y que constituye una especie de atrio en el que la portada de los pies actúa como punto de atracción de la fachada. En esa portada contrasta la decoración de relieves menudos que rellena las enjutas, con la sobriedad de las pilastras, los entablamentos y frontones.

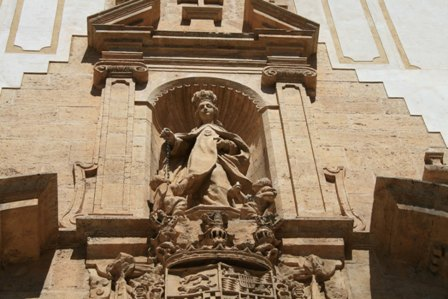
Escultura en piedra de la Titular del templo.

Esta sobriedad de elementos decorativos se ve rota por el juego plástico conseguido por los diferentes materiales utilizados en la construcción. El ladrillo, de dimensiones más corta y más ancha que el comúnmente empleado, confiere a los paramentos una textura especial, subrayada por la alternancia de cajones de mampostería revocada y encalada. Todo ello enlaza con la tradición mudéjar, que, por su economía, sencillez y belleza pervivió largamente en la provincia de Almería.
El plano de la fachada donde se coloca la portada aparece delimitado entre el majestuoso volumen de la torre y su cuerpo gemelo que quedó sin desarrollar, y en la que destacan el bello juego de volúmenes, dominados por la esbelta torre. El uso de los ladrillos rojos y los cajones de mampostería enlucidos y encalados proporcionan un intenso contraste cromático rojo y blanco.

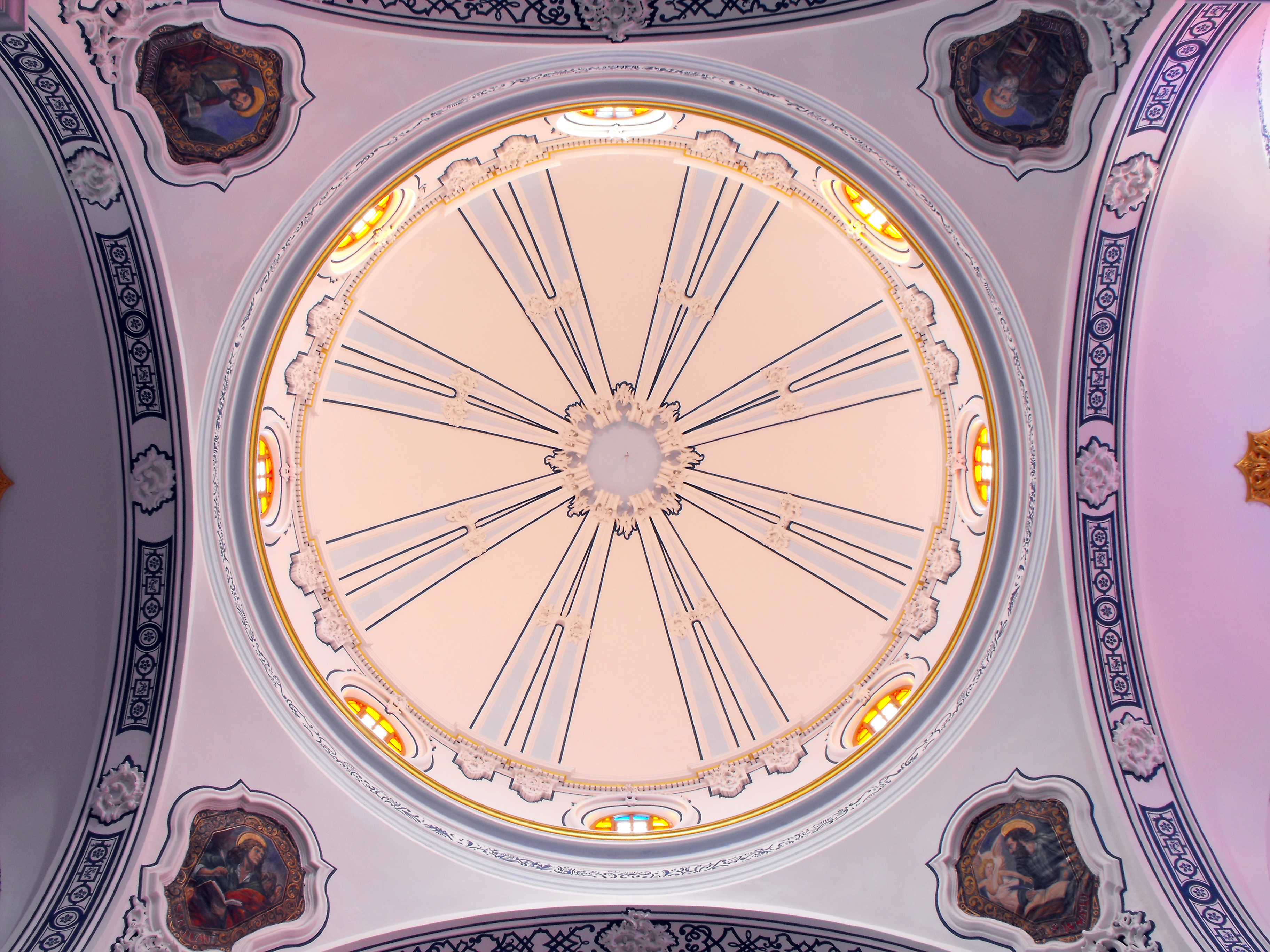
Vista del interior de la cúpula apoyada sobre pechinas decoradas con pinturas de los Cuatro Evangelistas.

La torre, por su parte, goza de personalidad propia dentro del conjunto, pues no sólo domina con su altura al resto de los volúmenes, sino que se construye enteramente en ladrillo, enlazando con la tradición mudéjar.
En el interior se desarrolla un esquema cruciforme con capillas entre los contrafuertes y abiertas a la nave por medio de arcos apeados en gruesos pilares que aparecen recorridos por pilastras con ricos capiteles que simulan soportar un entablamento de gran cornisa. Presenta coro alto a los pies y capilla mayor de planta rectangular.
La cubierta se realiza por medio de bóveda de medio cañón con arcos fajones y lunetos, mientras que el crucero recibe una cúpula con pechinas.
La decoración interior se lleva a cabo mediante golpes decorativos a base de relieves de estuco que recuerdan el esquema compositivo del arte rococó.Rocalla, espejos, florones y motivos vegetales se conjugan con molduras mixtilíneas para decorar las cornisas, el intradós de los arcos, las pilastras corintias, los medallones de las pechinas, las bóvedas, el tambor y los nervios de la cúpula. Grandes florones penden de la parte central de las bóvedas de medio cañón que cubren las naves principales del edificio.
El frontal de la capilla mayor (que albergaba un retablo destruido durante la guerra civil española) está decorado con un gran trampantojo de mediados del s. XX, obra de Pedro Cervantes, pintor natural del municipio almeriense de Vera. Esta pintura mural emula un retablo arquitectónico que contextualiza y enmarca el camarín de la Virgen de las Mercedes. Este trampantojo, que se encontraba en mal estado, fue restaurando a principios de siglo. Esta restauración se llevó a cabo en las obras que se realizaron siendo alcalde del municipio Don José Pérez Pérez, en el año 2008, donde también se llevaron a cabo en la basílica otras obras de saneado y reparación de los revestimientos interiores, así como de la pintura de los paramentos del interior y recuperación de la decoración original (Blanco en fondo, azul claro y oscuro en decoraciones y dorado en relieves). Se trataron de una serie de intervenciones que quedaron pendientes en la restauración general realizada con anterioridad en la Basílica y en las que la Junta de Andalucía invirtió 553 746.31 euros. En total, la Consejería de Cultura ha invertido 648 860 euros, al unir la inversión realizada en las obras ahora finalizadas. El Ayuntamiento de Oria también colaboró con la iluminación ornamental interna y externa del monumento. Esta reforma es la última que se realizó en el templo y que muestra su estado actual. En la calle central se ubican respectivamente, de menor a mayor altura, el camarín de la Titular del templo, una pintura de San Miguel Arcángel y, en el ático, una representación pictórica de la Santísima Trinidad.